# プーリアとカラブリアの伯爵と公爵一覧

1084年のイタリア半島

プーリアとカラブリアの伯爵と公爵一覧では、11世紀から12世紀にかけての南イタリアを統治した、プーリア伯爵（イタリア語: Conte di Puglia）あるいはプーリア・カラブリア公爵（イタリア語: Duca di Puglia e Calabria）およびプーリア公爵（イタリア語: Duca di Puglia）、カラブリア公爵（イタリア語: Duca di Calabria）の称号を持つ人物の一覧を掲げる。

## 歴史
1042年、サレルノ公グアイマーリオ4世は、ノルマン人たちによって「プーリア・カラブリア公爵」に推戴された。グアイマーリオはその見返りとして、アルタヴィッラ家の家長であった鉄腕グリエルモをメルフィの伯爵に任命した（後のプーリア伯領）。
1047年、神聖ローマ皇帝ハインリヒ3世はグアイマーリオ4世から公爵位を剥奪した。ハインリヒ3世はグリエルモの弟であるドロゴーネにイタリア公及びアプーリアとカラブリアのノルマン人伯（ラテン語: Dux et Magister Italiae Comesque Normannorum totius Apuliae et Calabriae）の称号を与え、帝国の直接の封臣とした。

## プーリア伯
- グリエルモ1世（英語版）（1042年 - 1046年）
- ドロゴーネ（英語版）（1046年 - 1051年） - グリエルモ1世の弟。
- ウンフレード（英語版）（1051年 - 1057年） - ドロゴーネの弟。
- ロベルト・イル・グイスカルド（1057年 - 1059年） - ウンフレードの弟。

## プーリア・カラブリア公
1059年8月23日にメルフィで開催された教会会議の結果、教皇ニコラウス2世はロベルト・イル・グイスカルドをプーリア・カラブリア・シチリア公爵（イタリア語: Duca di Puglia, Calabria e Sicilia）に叙し、ロベルトのシチリア征服に名分を与えた。
- ロベルト・イル・グイスカルド（1059年 - 1085年）
- ルッジェーロ1世（1085年 - 1111年） - ロベルトの次男。
- グリエルモ2世（1111年 - 1127年） - ルッジェーロ1世の三男。

1127年に公国はシチリア伯領に併合された。公爵の称号はシチリア王の後継者にしばしば与えられた。
- ルッジェーロ2世（1127年 - 1134年） - ロベルトの甥。シチリア王
- ルッジェーロ3世（1134年 - 1148年） - ルッジェーロ2世の長男。
  - ライヌルフォ（英語版）（1137年 - 1139年） - 教皇インノケンティウス2世と神聖ローマ皇帝ロタール3世に推薦された対立公。
- グリエルモ3世（1148年 - 1154年） - ルッジェーロ2世の四男。シチリア王グリエルモ1世
- ルッジェーロ4世（英語版）（1154年 - 1161年） - グリエルモ3世の長男。

ルッジェーロ4世の死後、公爵位は空位となった。
シチリア王グリエルモ2世は自らの子のために称号を復活させたが、ボエモンドが早世したため、タンクレーディの長男ルッジェーロに引き継がれることとなった。
- ボエモンド（フランス語版）（1182年） - ルッジェーロ4世の甥。
- ルッジェーロ5世（1189年 - 1193年） - ルッジェーロ3世の孫。ボエモンドの再従兄。シチリア王ルッジェーロ3世

## プーリア公
イタリア王族であるサヴォイア＝アオスタ家の推定相続人の称号として用いられた。
- エマヌエーレ・フィリベルト（1873年 - 1890年）
- アメデーオ（1898年 - 1931年） - エマヌエーレ・フィリベルトの長男。
- アメデーオ（1943年 - 1946年） - アオスタ公アメデーオの甥。

### 名目上のプーリア公
- アメデーオ（1946年 - 1948年）
- アイモーネ（1968年 - 現在） - アメデーオの長男。

## カラブリア公
ナポリ王の推定相続人の称号として用いられた。
アンジョ家
- ロベルト（1297年以前 - 1309年） - ナポリ王ロベルト1世
- カルロ（1309年 - 1328年） - ロベルト1世の長男。
- ジョヴァンナ（1333年 - 1343年） - カルロの三女。ナポリ女王ジョヴァンナ1世
- アンドレア（1343年 - 1345年） - ジョヴァンナ1世の夫。
- カルロ・マルテッロ（英語版）（1345年 - 1348年） - ジョヴァンナ1世とアンドレアの子。

ヴァロワ＝アンジョ家
- ルイージ（1381年 - 1382年） - ジョヴァンナ1世の養子。アンジュー公ルイ1世
- ルイージ（1382年 - 1384年） - ルイ1世の長男。アンジュー公ルイ2世
- ルイージ（1403年 - 1417年） - ルイ2世の長男。アンジュー公ルイ3世
- レナート（1434年 - 1435年） - ルイ2世の次男。ナポリ王レナート1世
- ジョヴァンニ（1435年 - 1470年） - レナート1世の子。ロレーヌ公ジャン2世
- ニコラ（1470年 - 1473年） - ジャン2世の子。ロレーヌ公ニコラ1世
- カルロ（1473年 - 1481年） - ジャン2世の従弟。ニコラ1世の従妹ジャンヌの夫。メーヌ伯シャルル5世

ロレーナ家
- レナート（1481年 - 1493年） - レナート1世の外孫。ジャンヌの兄。ロレーヌ公ルネ2世
- アントニオ（1493年 - 1544年） - ルネ2世の長男。ロレーヌ公アントワーヌ
- フランチェスコ（1544年 - 1545年） - アントニオの長男。ロレーヌ公フランソワ1世
- カルロ（1545年 - 1608年） - フランソワ1世の長男。ロレーヌ公シャルル3世
- エンリコ（1608年 - 1624年） - シャルル3世の長男。ロレーヌ公アンリ2世
- フランチェスコ（1624年） - シャルル3世の三男。ロレーヌ公フランソワ2世
- カルロ（1624年 - 1634年） - フランソワ2世の次男。ロレーヌ公シャルル4世
- ニコラ（1634年 - 1661年） - フランソワ2世の三男。ロレーヌ公ニコラ2世
- カルロ（復位、1661年 - 1675年）
- カルロ（1675年 - 1690年） - ニコラ2世の次男。ロレーヌ公シャルル5世
- レオポルド（1690年 - 1729年） - シャルル5世の長男。ロレーヌ公レオポール
- フランチェスコ（1729年 - 1765年） - レオポルドの四男。神聖ローマ皇帝フランツ1世

アズブルゴ＝ロレーナ家
- ジュゼッペ（1765年 - 1790年） - フランツ1世の長男。神聖ローマ皇帝ヨーゼフ2世
- レオポルド（1790年 - 1804年） - フランツ1世の次男。神聖ローマ皇帝レオポルト2世

トラスタマラ家とボルボーネ＝シチリア家によるナポリ王、シチリア王国と同君連合となった両シチリア王の推定相続人の称号としても用いられた。
トラスタマラ家
- アルフォンソ（1458年 - 1494年） - ナポリ王アルフォンソ2世
- フェルディナンド（1494年 - 1550年） - アルフォンソ2世の甥。

ボルボーネ家
- フィリッポ（英語版）（1747年 - 1777年） - ナポリ王カルロ7世の長男。
- カルロ（英語版）（1777年 - 1778年） - フィリッポの甥。
- フランチェスコ（1816年 - 1825年） - カルロの弟。両シチリア王フランチェスコ1世
- フェルディナンド（1825年 - 1830年） - フランチェスコ1世の次男。両シチリア王フェルディナンド2世
- フランチェスコ（1830年 - 1859年） - フェルディナンド2世の長男。両シチリア王フランチェスコ2世

### 名目上のカラブリア公
両シチリア王国の滅亡後は、両シチリア王家の家長が儀礼称号として用いている。
- アルフォンソ（1894年 - 1934年） - フェルディナンド2世の四男。
- フェルディナンド・ピオ（1934年 - 1960年） - アルフォンソの長男。
- アルフォンソ・マリア（1960年 - 1964年） - フェルディナンド・ピオの甥。
- カルロ・マリア（1964年 - 2015年） - アルフォンソ・マリアの子。
- ピエトロ（2015年 - 現在） - カルロ・マリアの子。

両シチリア王家の家長位をめぐってカラブリア公家と競合しているカストロ公家では、推定相続人の称号として用いている。
- カルロ（1973年 - 2008年） - カルロ・マリアの再従弟。
- マリーア・カロリーナ（2016年 - 現在） - カルロの長女。